# مارتن جون أوكونور
مارتن جون أوكونور (بالإنجليزية: Martin John O'Connor)‏ هو دبلوماسي وقسيس أمريكي، ولد في 18 مايو 1900 في سكرانتون في الولايات المتحدة، وتوفي في 1 ديسمبر 1986 في ويلكس بار في الولايات المتحدة.